# IC 2308
IC 2308 ist eine Spiralgalaxie vom Hubble-Typ Sc? oder eine Galaxiengruppe bestehend aus 3 Galaxien im Sternbild Krebs auf der Ekliptik, die schätzungsweise 252 Millionen Lichtjahre von der Milchstraße entfernt ist. Im selben Himmelsareal befindet sich die Galaxie IC 2307.
Entdeckt wurde das Objekt am 13. Februar 1901 von Max Wolf.